# 许泽勒
许泽勒（法語：Chuzelles，法語發音：[ʃyzɛl]）是法国伊泽尔省的一个市镇，属于维埃纳区。

## 地理
许泽勒（45°35'8"N, 4°52'39"E）面积13.03 平方千米，位于法国奥弗涅-罗讷-阿尔卑斯大区伊泽尔省，该省份为法国东南部内陆省份，北起顺时针与安省、萨瓦省、上阿尔卑斯省、德龙省、阿尔代什省、卢瓦尔省和罗讷省。
与许泽勒接壤的市镇（或旧市镇、城区）包括：锡芒德尔、維埃納、塞尔派兹、塞叙埃勒、科米奈、维莱特德维埃纳。

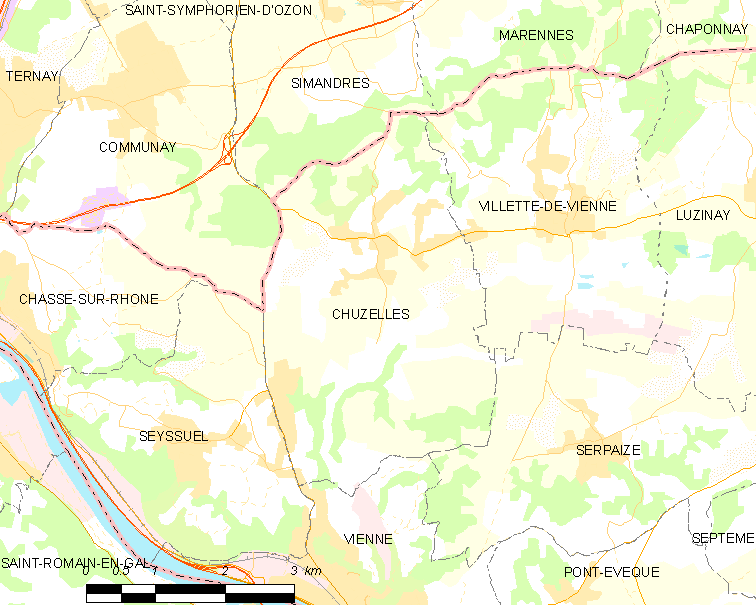
许泽勒的OSM定位图

许泽勒的时区为UTC+01:00、UTC+02:00（夏令时）。

## 行政
许泽勒的邮政编码为38200，INSEE市镇编码为38110。

## 政治
许泽勒所属的省级选区为维埃纳第一县。

## 人口

1962-2008年间许泽勒人口变化图示

许泽勒于2022年1月1日时的人口数量为2347人。